# Луций Антоний
Вижте пояснителната страница за други личности с името Луций Антоний.
Луций Антоний (на латински: Lucius Antonius) е древноримски политик и пълководец, брат на триумвира Марк Антоний.
Луций е син на Марк Антоний Кретик, син на риторика Марк Антоний Оратор, екзекутиран от поддръжниците на Гай Марий през 86 пр.н.е., и Юлия Антония, братовчедка на Юлий Цезар.
Назначен е за консул през 41 пр.н.е.. Като народен трибун, предлага през 44 пр.н.е. закон, предоставящ на Юлий Цезар специални пълномощия при назначаване на магистрати.
По време на Мутинската война (43 пр.н.е.) Октавиан Август, заедно с Марк Антоний са легати във войската на своя брат. В качеството си на консул участва в Перузинската война 41 – 40 пр.н.е. на страната на Марк Антоний срещу Октавиан. По-късно се предава, помилван е от Октавиан и е изпратен в Испания.